# 喬治亞州
喬治亞州（英語：State of Georgia），是美國東南方的一個州，郵政簡寫是GA。該州也是美國獨立時期13州的成員之一。首府為亞特兰大。在13州中排名第4，1778年1月2日加入獨立戰爭。2000年的人口統計該州有818萬6453人。2004年的人口是882萬9383人，2010年美國人口普查為968萬7653人，是美國人口成長速度最快的一州。佐治亚州同時也被稱為桃子州或南方帝國之州。
該州的州歌，《佐治亚在我心》（Georgia on My Mind）是由霍奇·卡迈克尔寫的，起初是寫給一位名叫「乔治娅」的女性。後來被佐治亚州本地歌手雷·查爾斯傳唱，而透過投票變成了該州州歌。佐治亚州的州鳥是棕色長尾鳥。州花是查拉幾玫瑰。
美國海軍曾亦以佐治亚州替一艘戰艦（USS Georgia BB-15）與一艘核子彈道飛彈潛艇（USS Georgia SSGN-729）命名。

## 歷史
欧洲人到来之前，佐治亚地区是印第安人的活动范围。这里的印第安人并没有发展出像中美洲那样的国家体系，而是以部落的形式组成半原始社会。
由于佐治亚位于一个向内陆突出的海湾内部，即使靠近作为帆船时代重要交通线的大西洋暖流，早期的西班牙殖民者也没有最先发现这里。16世纪时西班牙人开始在这里活动，主要殖民活动仅限于传教。由于过度湿热的环境和遍布的原始森林，西班牙人对这里的经营几乎无利可图。疾病流行加上印第安部落的敌意导致西班牙人在18世纪初就已经撤离该地。1733年英國移民於此地開墾，即以英國國王喬治二世之名命名之。佐治亚州的英国移民一开始沿着阿巴拉契亚山脉南段从卡罗莱那殖民地迁入此地，同时还开发了沿海地区并建立了薩凡納港和新不伦瑞克港。
由于西班牙帝国和英国关系紧张，佐治亚南部沿海经常受到西班牙势力的威胁，但佛罗里达难以开垦的沼泽地貌导致这里的西班牙的驻军和殖民地的实力都很弱小，所以西班牙人没有对英国的殖民地构成严重威胁。相反，殖民者面对的威胁来自于内陆的印第安人，以及湿热环境带来的疾病。
喬治亞州原本是北美13個殖民地中最後一個改州建制的。1788年實行憲法時，其順序在13個州中列居第四，居南方各州之首。早期佐治亚州的首府设在了萨凡纳，但萨凡纳附近的沼泽导致其陆路交通不便，而亚特兰大凭借地形和环境优势很快发展成地区经济中心，随后佐治亚州首府迁到亚特兰大。
由于环境湿热，佐治亚的大西洋沿岸平原需要大量人力进行开垦，但欧洲人带来的疾病几乎杀死了大多数本地印第安人，而白人劳动力稀缺且昂贵，佐治亚和卡罗莱那地区一样发展了奴隶制，从西非进口黑奴被送往萨凡纳贩卖给种植园主，种植园主则开发这里的土地种植甘蔗和棉花，并将这些产品输送到英国和十三州以及日后的美国北方地区的工厂中。这种经济创造了一种血腥的繁荣，靠着丰富的农产品，佐治亚一度是南方最富有的州之一。
随着废奴运动的日渐扩展，佐治亚的经济在道德上受到了冲击。北方各州希望更多的自由劳动力并且占据了道德高地，这使得佐治亚州的种植园主的国家认同感受到挑战。随着主张彻底废除奴隶制的林肯当选，佐治亚州的民众，尤其是种植园主认为自己的财产受到威胁，于是在1861年脱离合众国加入邦联。
南北战争中佐治亚州受到了严重破坏。战争早期的影响集中于经济层面，美国海军的封锁政策导致佐治亚州棉花出口英国的途径被切断，佐治亚的经济受到重大打击。战争后期，随着邦联的军事上的溃败，北方军队攻入佐治亚州。1865年，实施“向大海进军”战略的威廉·谢尔曼将军率军攻入亚特兰大，他同时奉行焦土政策，将亚特兰大付之一炬。亚特兰大火灾虽然没有导致太多伤亡，但城市彻底被摧毁。1865年邦联投降后，喬治亞州廢除奴隸制度，1870年成為最後獲准重新加入聯邦的一州。回到联邦后，佐治亚州的政坛很快被南方民主党掌控。
1890年代，佐治亚州的种族主义回潮，黑人和贫穷白人的选举权被剥夺，种族隔离政策深入各个层面和每个角落。这种情况一直持续到二战后。1960年代，著名的民权运动领袖马丁·路德·金在亚特兰大活动，为民权运动和种族平等奔走呼号。1968年马丁·路德·金被刺杀后，亚特兰大爆发骚乱，造成巨大经济损失，同时开启了长达三十多年的白人群飞现象，市内的白人人口随着郊区化迅速流失。
与此同时，由于奴隶制被废除，以及南北战争期间英国将印度打造成主要的棉花供应地，美国南方的种植行业的竞争力急剧下滑，佐治亚也不例外，这导致其农村地带人口流失严重，尤其是1900-1950年间，大量黑人人口北上进入大城市，佐治亚州南方的农村地区经济萧条，呈现破败的景观。
1996年后，奥运会给亚特兰大带来了新的发展机遇，佐治亚州的经济也随之好转，萨凡纳港也在现代化改造后成为东海岸南段的重要商港之一。同时北方各州的居民为了寻求更舒适的居住环境而迁入佐治亚州，使得佐治亚成为美国人口增长最迅速的州之一，2020年美国人口普查显示，佐治亚州人口突破一千万。

## 法律與政府
乔治亚亚州州长由选举产生，任期四年，可连选连任一次。副州长、州务卿、大法官以及农业、劳工、保险等部门长官均由选举产生。州议会由参、众两院组成。两院议员任期均为2年，可连选连任。佐州有参议员56人，众议员180人、副州长任参议长。其中，美国前总统吉米·卡特便是来自该州属。
乔治亚州以往是一直都是由共和党人主导的红州。但不过到了2020年代，由于人口加速增长的影响下，已经成了由民主党人主导的蓝州。

## 地理與行政區劃
喬治亞州東臨大西洋及南卡羅來納州，北接田納西州、北卡羅來納州，南有佛羅里達州，西攘阿拉巴馬州。境內主要河流有：薩凡納河（Savannah River）為東南部界河；查塔湖奇河（Chattahoochee River）為西部邊界之一，與弗林特河（Flint River）匯合為阿巴拉契科拉河（Apalachicola River）；奧康妮河（Oconee River）與奧克穆爾基河（Ocmulgee River）匯合而成阿爾塔馬哈河（Altamaha River）。北部有藍嶺山脈，主峰布拉斯敦峰（Brasstown Bald）海拔1458公尺，北部尚有土地肥沃的皮蒙特高原（Piedmont），阿帕拉契山脈。南部為一低地沿海平原，森林密佈。
佐治亞被劃分成五個地質地區。這些包括嶺谷地區（Ridge and Valley）、藍嶺地區（The Blue Ridge）、皮得蒙地區 (Piedmont)、海濱平原（The Coastal Plain）和阿巴拉契亞山脈（The Appalachian Plateau）。每個地區有它自己的岩石特徵。例如位處佐治亞的西北角落的嶺谷地區就有石灰石、砂岩、頁岩和其他水成岩。位處佐治亞東北的藍嶺地區則變質岩由花崗岩和輝綠岩組成，而北佐治亞山佐治亞的最高峰布拉斯敦峰亦都位於此。海岸平原的岩石大部份則由是白陶土，阿巴拉契亞山脈則包括片岩、閃岩、岩土體、變質岩和花崗岩。
※喬治亞州共有159個縣，詳見佐治亚州行政区划。

## 旅遊與觀光資訊

### 旅游景点
佐治亚州是美国东南部极具风格的旅游胜地，亚特兰大还有“花园城市”的别称。
佐治亚州拥有别具一格的必游景点，非常值得专程游览探索。亚特兰大佐治亚水族馆 (Georgia Aquarium) 是西半球最大的水族馆，也是该州的标志性景点之一。在水族馆附近的可口可乐世界，您还可探秘可口可乐总部。佐治亚州是可口可乐的诞生地。在佐治亚州最古老的城市，即迷人的萨凡纳 (Savannah)，可优雅漫步于美国最大的历史街区之一。无论是亲自上场挥洒热血，还是作为粉丝加油助威，均可通过运动来体验佐治亚州的非凡活力。这里是奥运会和多个职业美式橄榄球超级碗冠军赛的举办地。此外，还可在梅赛德斯-奔驰体育馆 (Mercedes-Benz Stadium) 和其他专业体育场馆及小联盟棒球场和州内顶尖大学，感受悦动身心的澎湃激情。

### 户外探索和娱乐
佐治亚州风景绚丽多姿，户外探索和娱乐时光一路自然美景相伴。或闲情信步于小径，或悠然泛舟于湖面，亦或惬意漫步于海滨，缤纷体验，不一而足。普罗维登斯峡谷、漂流木海滩和奥克弗诺基沼泽等自然奇观瑰丽夺目、惊艳绝伦，无疑是户外探险者的首选。如果您是户外活动的热衷者，不妨安排一次覆盖整个假期的旅行计划，尽情遍游佐治亚州的 47 个州立公园。您可在行程中留出足够的时间，以便探索各种徒步小径，许多小径沿线的自然和历史风韵别具特色。在佐治亚州北部，可前往 Sope Creek Trail 和 Historic Banning Mills 参观内战遗址。在佐治亚州中部，可前往沃姆斯普林斯 (Warm Springs) 的F.D. 罗斯福州立公园 (F.D.Roosevelt State Park)，探索绵延 64 公里的小径，或者漫步梅肯 (Macon) 的 Ocmulgee Heritage Trail 遗产小径，惊叹于印第安人土丘遗址的神秘莫测。佐治亚海岸更有无数绝佳宝地待您探访，比如斯基达韦岛州立公园 (Skidaway Island State Park)，其间一条 4.8 公里长的小路蜿蜒穿过内战遗址和大约建于 20 世纪 30 年代的私酒蒸馏器。如果想体验轻松悠闲的游览，不妨前往坎伯兰岛国家海滨公园 (Cumberland Island National Seashore) 的原始海滩，游荡于海滩的野马会给人带来一种安谧的感觉。

### 历史文化
佐治亚州是一个融汇历史、时事和文化的地方。这里既有美国原住民遗产和独立战争遗址，也是美国前总统卡特的出生地和民权运动的摇篮。在亚特兰大，探访马丁·路德·金博士的出生地，并在马丁·路德·金国家历史公园 (Martin Luther King, Jr. National Historical Park)、美国民权和人权中心 (National Center for Civil and Human Rights) 和卡特中心 (The Carter Center) 等景点探悟民权运动的壮阔历程。在整个佐治亚州，您会发现许多著名电影和电视节目的取景地。音乐方面包括鼻祖级人物 Ray Charles、詹姆斯·布朗、The Allman Brothers 和 R.E.M.等等，无一不为今天的 Outkast、Lil’ Nas X、Zac Brown Band 和 Migos 等在佐治亚州长大的明星奠定基础。佐治亚州民间艺术、南方文学、时尚潮流和精美花园荟萃一堂，可满足您的各种艺术喜好和偏爱。

### 景点特征
- 九大旅游地区：亚特兰大都市、经典南部、佐治亚州海岸、历史中心地带、历史高地、玉兰中部、佐治亚州东北部山脉、种植园地区、总统通道。
- 特色景点：佐治亚水族馆（亚特兰大）、CNN有线电视新闻网總部（亚特兰大）、可口可乐世界（亚特兰大）、马丁·路德·金纪念馆（亚特兰大）、石山公园（亚特兰大）、古色古香的历史名城（萨凡纳）、奥克弗·诺基沼泽(韦克罗斯市与戴斯市之间)。
- 水上乐园和主题公园：佐治亚六旗公园（亚特兰大）、六旗白浪水上世界、波柔水花游乐园、杰蔻岛：夏日波浪、拉尼尔湖岛滨岸和水上乐园、野生水上探险主题公园。
- 博物馆：秀美土地上的艺术殿堂、海伊艺术博物馆（亚特兰大）、马格丽特·米契尔故居及乱世佳人博物馆（亚特兰大）、自然历史博物馆（亚特兰大）、圆景画（亚特兰大）、莫瑞斯艺术博物馆（奥古斯塔）、特菲尔艺术博物馆（萨凡纳）。

### 著名城市
奥尔巴尼市、古典迷香——雅典市、亚特兰大市、奥古斯塔市、布朗斯维克和黄金岛、哥伦布市、梅肯市、浪漫恋歌——萨凡纳市。

### 國家公園
- 动物与动物园：亚特兰大动物园（佐治亚州亚特兰大）、野生动物公园（北佐治亚州松山）、黄河野生动物狩猎牧场（佐治亚州亚特兰大利尔本）。
- 自然景观：佐治亚的海岸、圣西蒙岛、哲基尔岛、萨凡纳/萨佩洛岛、坎伯兰岛。

## 經濟
直到18世纪末，乔治亚州的发展一直都很缓慢。19世纪上半叶，以奴隶制和种植园为基础的棉花种植业使佐州的经济获得迅速发展。20世纪20年代初，由于棉铃虫害袭击乔治亚州，使该州棉花种植业遭受致命打击。二战期间，佐州成为美国的步兵训练营和飞机、军舰等军需品的供应基地，联邦政府的巨额投资为乔治亚州的经济恢复和转型提供了良机。战后，乔治亚州摆脱单一的农业经济，逐步走向一个以工业为主、农业发达的多元化经济。进入20世纪90年代，佐州发展加快。亚特兰大地区成为该州发展的核心。
乔治亚州经济发展署(GDEcD)是乔治亚州的官方宣传机构，负责吸引新企业落户，鼓励本州大中小企业拓展业务，协调培训企业所需的劳动力，为乔治亚州的企业开拓新的国际市场，并推动佐治亚州旅游业的发展。同时，乔治亚州经济发展署也致力于将乔治亚州打造成为一个适合开发艺术、电影、音乐等项目的理想选择地。经济发展署还负责规划以及协调州内资源来促进乔治亚州的经济发展。
近十年来，这座“南方之都”积极向中国拓展，2007年在中国上海设立代表处，后在青岛也设立办公室，在乔治亚州落户的中国企业包括海信集团、三一重工、经纬纺织、中远集团等，青岛森麒麟轮胎也刚于2016年9月宣布投资5.3亿美元设厂。与此同时，韩国大型公司现代汽车也于2022年耗资55亿美元，赴乔治亚州兴建电动车厂，目标是于2025年竣工。
乔治亚州南部有許多造紙廠，成為全國紙漿生產主要的地區之一。其他工業有棉紡、運輸設備、食品加工、化學等。農產有花生、棉花、菸草、穀類、大豆及畜、禽產品。
2010年全州GDP为4046亿美元，在美国50个州中名列第11位。2012年GDP为4335.69亿美元（同比增长2.1%），占全美经济总量的2.8%，居全美50个州第11位。15家《财富》500强企业总部位于佐治亚州。
总部位于佐治亚州的著名大公司有：
- 家得宝公司
- 可口可乐公司
- UPS
- 达美航空
- CNN

## 人口
| 调查年                  | 人口       | 备注 | %±    |
| ----------------------- | ---------- | ---- | ----- |
| 1790                    | 82,548     |      | —     |
| 1800                    | 162,686    |      | 97.1% |
| 1810                    | 251,407    |      | 54.5% |
| 1820                    | 340,989    |      | 35.6% |
| 1830                    | 516,823    |      | 51.6% |
| 1840                    | 691,392    |      | 33.8% |
| 1850                    | 906,185    |      | 31.1% |
| 1860                    | 1,057,286  |      | 16.7% |
| 1870                    | 1,184,109  |      | 12.0% |
| 1880                    | 1,542,181  |      | 30.2% |
| 1890                    | 1,837,353  |      | 19.1% |
| 1900                    | 2,216,331  |      | 20.6% |
| 1910                    | 2,609,121  |      | 17.7% |
| 1920                    | 2,895,832  |      | 11.0% |
| 1930                    | 2,908,506  |      | 0.4%  |
| 1940                    | 3,123,723  |      | 7.4%  |
| 1950                    | 3,444,578  |      | 10.3% |
| 1960                    | 3,943,116  |      | 14.5% |
| 1970                    | 4,589,575  |      | 16.4% |
| 1980                    | 5,463,105  |      | 19.0% |
| 1990                    | 6,478,216  |      | 18.6% |
| 2000                    | 8,186,453  |      | 26.4% |
| 2010                    | 9,687,653  |      | 18.3% |
| 2019年估计              | 10,617,423 |      | 9.6%  |
| 1910–2010 2019 Estimate |            |      |       |

2010年美國人口普查，佐治亚州有9,687,653人。是全美排名第九名，是美國人口成長相當快速的州別之一，而且本州有超過半數以上的人，都住在亞特蘭大都會區（Atlanta Metro Area）。整個人口與種族的分布為
- 59.7% 白人
- 30.5% 非裔美國人
- 8.8% 拉美裔人
- 3.2% 亞裔美國人
- 0.3% 印地安原住民
- 2.1% 混合種族
- 0.1% 夏威夷人及其他太平洋島嶼原住民[4]

## 重要城鎮
- 亞特蘭大（Atlanta）
- 梅肯（Macon）
- 薩凡納（Savannah）

### 都会区
| 排名 | 都会区名稱                       | 人口（2019年估计） | 人口（2010年普查） |
| ---- | -------------------------------- | ------------------ | ------------------ |
| 1    | 亚特兰大-桑迪泉-阿尔法勒特 MSA   | 6,020,364          | 5,286,728          |
| 2    | 奥古斯塔-里士满县 MSA (州内部分) | 410,848            | 377,789            |
| 3    | 萨凡纳 MSA                       | 393,353            | 347,611            |
| 4    | 哥伦布 MSA (州内部分)            | 250,271            | 241,918            |
| 5    | 梅肯-比伯县 MSA                  | 229,996            | 232,293            |
| 6    | 雅典-克拉克县 MSA                | 213,750            | 192,541            |
| 7    | 盖恩斯维尔 MSA                   | 204,441            | 179,684            |
| 8    | 沃纳罗宾斯 MSA                   | 185,409            | 167,595            |
| 9    | 瓦爾多斯塔 MSA (州内部分)        | 147,292            | 139,588            |
| 10   | 奥尔巴尼 MSA                     | 146,726            | 153,857            |

## 教育
詳見喬治亞州學院和大學列表

## 重要體育團體

### 美式橄榄球
- NFL
  - 亞特蘭大獵鷹（Atlanta Falcons）
- NCAA
  - University of Georgia
  - Georgia Tech

### 棒球
- 大聯盟 MLB
  - 亞特蘭大勇士 (Atlanta Braves)
- 小聯盟 Minor Leagues
  - 奧古斯塔綠夾克（Augusta GreenJackets，1A級南大西洋聯盟，母隊：舊金山巨人）
  - 哥倫布鯰魚（Columbus Catfish，1A級南大西洋聯盟，母隊：坦帕灣魔鬼魚）
  - 沙瓦那沙蟲（Savannah Sand Gnats，1A級南大西洋聯盟，母隊：紐約大都會）
  - 羅馬勇士（Rome Braves，1A級南大西洋聯盟，母隊：亞特蘭大勇士）

### 籃球
- NBA
  - 亞特蘭大老鷹 (Atlanta Hawks)
- NCAA
  - University of Georgia
  - Georgia Tech

### 足球
- 美國職業足球大聯盟
  - 亚特兰大联足球俱乐部

## 名人

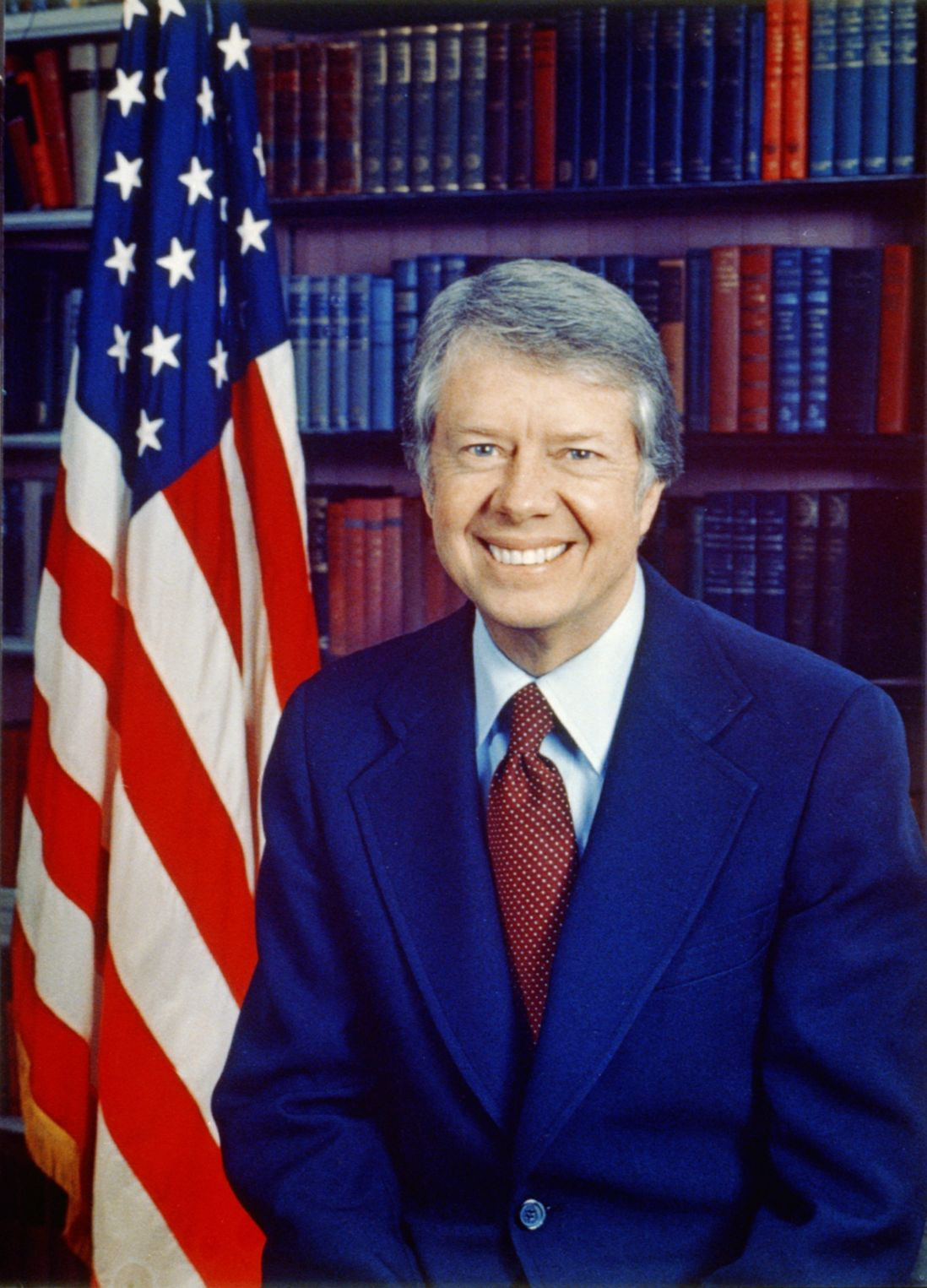
美國前總統吉米·卡特

- 詹姆士·奧格爾索普(1696—1785): 喬治亞省建立者, 第一任总督
- 玛格丽特·米切尔（1900－1949）：《乱世佳人》作者
- 吳國楨（1903－1984）：中華民國政治人物，在政治鬥爭後遷居美國，曾任佐治亚州大學東方歷史和哲學教授
- 吉米·卡特（1924－2024）：美国第39任总统；出生於佐治亚州普莱恩斯
- 馬丁·路德·金（1929－1968）：人權運動人士；出生於佐治亚州亞特蘭大
- 史派克·李（1957－）：電影製作人、導演、劇本寫作者及演員，曾獲奧斯卡金像獎提名，電影討論許多關於政治與社會的議題
- 茱莉亞·羅勃茲（1967－）：知名演員，為第73屆奧斯卡金像獎最佳女主角獎得主，並曾獲得金球奖剧情类电影最佳女主角、金球獎最佳電影女配角、英國電影學院獎最佳女主角。
- 乔恩·奥索夫（1987－）：美国联邦参议院中最为年轻的参议员，同时也是乔治亚州首位犹太裔参议员。
- 拉斐尔·沃诺克（1969－）美国乔治亚州首位非裔参议员，同时也是首次来自美国南部的非裔民主党参议员。

## 交通

### 重要機場
- 亚特兰大哈兹菲尔德-杰克逊国际机场（ATL）是達美航空的主機場與最大的轉運中心，年旅客量世界第一（1998年起）。

### 重要高速公路
- 75號州際公路
- 85號州際公路
- 95號州際公路
- 20號州際公路
- 16號州際公路

## 其他
- 有线电视新闻网企業總部位於佐治亚州亞特蘭大。
- 可口可樂企業總部位於佐治亚州亞特蘭大。

## 外部連結
- 喬治亞州政府官方網站（页面存档备份，存于）

33°00′N 83°30′W / 33°N 83.5°W